# Pedistylis galpinii
Pedistylis es un género monotípico de arbustos  perteneciente a la familia Loranthaceae. Su única especie: Pedistylis galpinii (Schinz ex Sprague) Wiens, es originaria de Sudáfrica. 

## Descripción
Son grandes arbustos parasitarios, glabros, que alcanzan  más de 2 m de alto; los tallos son robustos, leñosos de color gris, las ramas jóvenes a menudo densamente lenticeladas. Las hojas son coriáceas, con una floración ligeramente cerosa, de color  amarillo.

## Ecología
Forma asociaciones costeras con diferentes géneros (por ejemplo, Sclerocarya, Ficus, Brachystegia, Heteropyxidaceae, Trichilia, Acacia, Dichrostachys, Combretum y Terminalia ) .

## Taxonomía
Pedistylis galpinii fue descrita por (Schinz ex Sprague) Wiens y publicado en Bothalia  12(3): 422 en el año 1978.
Sinonimia
- Emelianthe galpinii (Schinz ex Sprague) Danser
- Loranthus galpinii Schinz ex Sprague[2]